# Giuseppe Biancani (politico)
Giuseppe Biancani (Alba, 22 gennaio 1920 – 24 dicembre 1981) è stato un politico italiano.

## Biografia
Pubblicista, esponente del Partito Comunista Italiano attivo nella provincia di Cuneo. Candidato alle elezioni politiche del 1958, non risulta eletto, ma poi diventa deputato della III legislatura nel settembre del 1961 dopo la morte del collega Giovanni Oreste Villa. Viene poi confermato alla Camera dei deputati, anche alle elezioni politiche del 1963 per la IV legislatura, resta in carica fino al 1968.
Sposato con Anna Maria Negro, a sua volta attivista del PCI. Muore all'età di 61 anni il giorno della vigilia di Natale del 1981.